# 古鹰级重巡洋舰
古鷹级重巡洋艦（日语：古鷹型重巡洋艦）是大日本帝国海軍在1920年代建造的重巡洋舰；古鷹級最初以偵查巡洋艦概念設計，但是在華盛頓海軍條約的噸位計算方式下被定義為重巡洋艦，也是在條約巡洋艦時代日本少數未逾越噸位限制的「守約」艦艇。本級艦共建2艘，为古鹰号和加古号，設計師為平賀讓。

## 概述
開發古鷹級起自1916年9月22日，日本帝國海軍向艦政本部徵求一種新型防護巡洋艦方案，該巡洋艦將有12門140公厘主砲、76公厘的船體裝甲，同時具有36節的極速與6000-8000海浬左右的續航力，總噸位約為7600噸的大型巡洋艦。至於籌建大型巡洋艦的想法，則早在1910年左右便萌生；該案原本預定編入1917年之通過八四艦隊案的建軍清單列，但最後沒有立案。理由則是因為美國的1916年8月29日公布的1916年海軍法案（大海軍法案），該法案確立了美國版偵查巡洋艦規格：極速35節、8門152公厘艦砲、4具魚雷發射管。
雖說大型巡洋艦的建造當時已確定為八八艦隊的一部份，但日軍顧慮美軍新型艦資料不明因此暫緩了巡洋艦預算編列，直到1917年進一步的細節數據陸續獲得後於該年夏天開始對偵查巡洋艦設計實施修訂。在1917年7月14號八四艦隊案通過後，海軍決定在1924年4月八八艦隊計畫完成前建成3艘同級的大型巡洋艦，每艘預算6915078日圓。 不過在大型巡洋艦之前，海軍先建成6艘5500噸級輕巡洋艦與夕張號輕巡洋艦。
日本未能預料到的事情則是1918年第一次世界大戰終止，許多的戰爭想定也逐漸改變；包括5500噸級驅逐艦的140公厘炮總投射火力已經弱於同行美国海軍奥哈马级轻巡洋舰和英国皇家海軍霍金斯级巡洋艦的事實，因此日本1918年決定變更設計。新設計艦艇總噸位8000噸級，裝有10-12門140公厘炮、採用雙聯裝砲塔，並裝置4座4聯裝61公分魚雷，同級艦將建造4艘，總建造經費略為膨脹到800萬日幣；相關預算在1919年6月2日第43屆帝國議會中通過，但因為通貨膨脹與後續變更設計，實際在1920年撥發預算時單艦預算已經飄漲到1100萬日幣一艘的等級。
雖然造艦計畫持續推動，但古鷹級設計方案在艦政本部內仍有爭論。1918年時，軍令部給艦政本部的艦艇噸位門檻是8,000噸、主砲為140公厘砲，然而平賀讓上校在1920年參觀霍金斯號輕巡洋艦後對她所裝備的190公厘主砲深感震撼；回單位之後他開始著手設計一種7,500噸級的巡洋艦，新艦艇使用了200公厘主砲，並讓裝甲帶整合入艦體結構成為承擔應力的一部份以削減船殼噸位等創新設計，使新船將兼具火力與防護效能。
日本海軍得知奧哈馬級決定犧牲航速換取更多的152公厘炮，以及實際參觀霍金斯級巡洋艦後，艦政本部決定採用平賀讓方案改變設計，以對應這些假想敵。1921年8月，造船上校平賀讓及主要助手造船中校藤本喜久雄決定讓這艘新型艦上裝備6門200公厘炮、12管魚雷發射管，並保有35節極速，相關細部與裝甲配置概念設計在夕張號上實行檢證；不過當時的造艦競賽成為各國預算上的夢靨，1922年2月6日華盛頓海軍條約簽訂，也正式埋葬了八八艦隊方針。1922年7月3日，日本政府公布裁併後的造艦方案（日语：海軍軍備制限計畫），後來成為大正12年艦艇補充計劃的基礎；雖說大型主力艦遭到重刪，然而巡洋艦建案則沒受到過度波及。由於5,500噸級輕巡洋艦很明顯設計落後於列強軍艦，川內級最後3艘的訂單也在1922年取消，日本帝國海軍的巡洋艦在此之後便以重巡洋艦為主要籌獲目標。古鷹級的建造案則以「7500噸大型巡洋艦」的名義在1922年12月27日至1923年3月27日舉行的第46屆帝國議會中追認執行，預算決定建造2艘。至於圖紙早在1922年6月20日就已經送至三菱及川崎造船廠，只待預算核定便開始執行；兩座船廠分別在同年11月與12月起建。
不過，古鷹級的命名卻在當時巡洋艦中也存在著矛盾。在明治31年通過的（日语：軍艦及び水雷艇類別等級標準）中，7000噸以上未滿萬噸者為一等巡洋艦，所以在預算上也稱她們為（日语：高級巡洋艦）；但是以日本巡洋艦的命名法是以河川為主，使用古鷹山為名的古鷹級在傳統以山岳為戰鬥巡洋艦取名緣由的日本海軍來講相當突兀，所以在二號艦時便恢復回以加古川為取名來源，多少也反映了當時日本海軍在這種過渡期間的尷尬處境。不過也僅此於此級艦出現這問題，後續重巡洋艦就延續著以山岳命名的傳統。

## 現代化工程
1930年4月通過的倫敦海軍條約中，日本接受了不增加重巡洋艦總量的方案，日本帝國海軍的重巡洋艦規模仍維持在12艘。雖然在1930年6月的第一次海軍補充計畫中增造了噸位直逼重巡的輕巡洋艦，但現役艦隊的改良並未因此放緩；1934年起，由妙高級重巡洋艦率先實施現代化工程。古鷹級的大規模改造則較晚，因為日本在1936年正式退出第二次倫敦海軍條約前對是否要保留最早建造的4艘重巡洋艦（古鷹級、青葉級）或是等滿役齡25年汰換存著疑慮；然而退出條約後問題便不存在，所有巡洋艦實施改造工程成為既定政策。古鷹級2艦的大規模改造分別在1936年7月4日至1937年12月27日（加古號）及1937年4月1日至1939年4月30日（古鷹號）實施，加古號較早實施的原因是因為她有2部主機需要大修，改造因此與大修工程一併進行；古鷹號受中日開戰使進度大幅延宕，在1939年時主砲測距儀等仍尚未裝艦。
改造後的古鷹級，在武裝與性能上趨近於青葉級。
- 動力系統

大規模改造後，古鷹級的動力系統與艙間幾乎全套重造。鍋爐更換成10座設有預熱器的艦政本部式重油水管鍋爐，鍋爐出口溫度攝氏156度、操作壓力18.3公斤/平方公分。由於鍋爐數量減少，原本的鍋爐空間被移作燃料槽、防空炮射擊指揮所、水密隔艙、士兵住艙等；也讓古鷹級燃油酬載量增為1858噸，在14節航速下具有7900海浬的續航力。雖然換成高溫高壓鍋爐改善續航力，但削減掉鍋爐後最大出力提升有限，未能有效制衡增加的船體重量，使得極速降為32節前後。
除了更換鍋爐，改造工程還曾裝了3具由鍋爐蒸氣驅動的渦輪發電機，前機艙為1具300kw、後機艙是2具135kw，使古鷹級的電力輸出提高到885kw。